# Oxypora convoluta
Oxypora convoluta là một loài san hô trong họ Pectiniidae. Loài này được Veron mô tả khoa học năm 2002.